# Morti nel 2010/Aprile
| Questa pagina contiene informazioni ricavate automaticamente dalle voci biografiche con l'ausilio del template Bio e di un bot. L'aggiornamento è periodico e automatico e ricostruisce completamente la pagina. Se manca una persona in questa lista, sei pregato di non aggiungerla, ma accertati piuttosto che la sua voce biografica contenga il template Bio e che i dati anagrafici siano correttamente compilati. Se il template Bio manca, inseriscilo tu stesso o, in alternativa, metti l'avviso {{tmp\|Bio}} che ne segnala la mancanza. Se i dati riportati sono sbagliati, correggi direttamente la voce biografica; le modifiche saranno visibili in questa lista entro pochi giorni. Per chiarimenti vedi il progetto biografie. La lista contiene solo le 166 persone che sono citate nell'enciclopedia e per le quali è stato implementato correttamente il template Bio. Pagina aggiornata al 2 mar 2025. |

- 1º aprile - Vito De Grisantis, vescovo cattolico italiano (n. 1941)
- 1º aprile - John Forsythe, attore statunitense (n. 1918)
- 1º aprile - Henry Edward Roberts, ingegnere, inventore e medico statunitense (n. 1941)
- 1º aprile - Tzannīs Tzannetakīs, politico greco (n. 1927)
- 2 aprile - Renzo Bonazzi, politico italiano (n. 1925)
- 2 aprile - Chris Kanyon, wrestler statunitense (n. 1970)
- 2 aprile - Per Lyngemark, pistard danese (n. 1941)
- 2 aprile - Gregorio Napoli, critico cinematografico e giornalista italiano (n. 1934)
- 2 aprile - Mike Zwerin, trombonista, trombettista e scrittore statunitense (n. 1930)
- 3 aprile - Romano Alquati, sociologo, attivista e saggista italiano (n. 1935)
- 3 aprile - Oleg Kopaev, allenatore di calcio e calciatore sovietico (n. 1937)
- 3 aprile - Maurizio Mosca, giornalista e conduttore televisivo italiano (n. 1940)
- 3 aprile - Eugène Terre'Blanche, politico e ufficiale sudafricano (n. 1941)
- 3 aprile - Jesús Vásquez, cantante peruviana (n. 1920)
- 4 aprile - Riccardo Berti, giornalista italiano (n. 1946)
- 4 aprile - Santi Licheri, magistrato e personaggio televisivo italiano (n. 1918)
- 4 aprile - Vittorio Magni, ciclista su strada italiano (n. 1918)
- 4 aprile - Lori Martin, attrice statunitense (n. 1947)
- 4 aprile - Lelio Peirano, partigiano italiano (n. 1921)
- 4 aprile - Erich Zenger, presbitero e teologo tedesco (n. 1939)
- 5 aprile - Francesco Conz, editore italiano (n. 1935)
- 5 aprile - Nicole Drouin, modella francese (n. 1928)
- 5 aprile - Vitalij Ivanovič Sevast'janov, cosmonauta, politico e ingegnere sovietico (n. 1935)
- 6 aprile - James Aubrey, attore britannico (n. 1947)
- 6 aprile - Renzo Biondani, calciatore italiano (n. 1931)
- 6 aprile - Eddie Carroll, doppiatore e attore canadese (n. 1933)
- 6 aprile - Francesco Da Prato, politico italiano (n. 1929)
- 6 aprile - Anatolij Fëdorovič Dobrynin, politico e diplomatico sovietico (n. 1919)
- 6 aprile - Wilma Mankiller, politica e attivista statunitense (n. 1945)
- 6 aprile - Grete Olsen, schermitrice danese (n. 1912)
- 6 aprile - Tom Ray, animatore e regista statunitense (n. 1919)
- 6 aprile - Corin Redgrave, attore e attivista britannico (n. 1939)
- 7 aprile - Christopher Cazenove, attore britannico (n. 1943)
- 8 aprile - Antony Flew, filosofo britannico (n. 1923)
- 8 aprile - Aladár Kovácsi, pentatleta ungherese (n. 1932)
- 8 aprile - Malcolm McLaren, produttore discografico e cantante britannico (n. 1946)
- 8 aprile - Abel Muzorewa, politico zimbabwese (n. 1925)
- 8 aprile - Jean-Paul Proust, politico e funzionario francese (n. 1940)
- 8 aprile - Teddy Scholten, cantante olandese (n. 1926)
- 9 aprile - Carlo Bianco, avvocato, filosofo e letterato italiano (n. 1911)
- 9 aprile - Franco Casellato, rugbista a 15 e dirigente sportivo italiano (n. 1937)
- 9 aprile - Donal Collins, religioso irlandese
- 9 aprile - Bob Franks, politico statunitense (n. 1951)
- 9 aprile - Dario Mangiarotti, schermidore e maestro di scherma italiano (n. 1915)
- 9 aprile - Peter Ramsbotham, diplomatico inglese (n. 1919)
- 9 aprile - Zoltán Varga, allenatore di calcio e calciatore ungherese (n. 1945)
- 9 aprile - Marino Zardini, bobbista italiano (n. 1927)
- 10 aprile - Krystyna Bochenek, politica polacca (n. 1953)
- 10 aprile - Dixie Carter, attrice statunitense (n. 1939)
- 10 aprile - Janina Fetlińska, politica polacca (n. 1952)
- 10 aprile - Grażyna Gęsicka, sociologa e politica polacca (n. 1951)
- 10 aprile - Ryszard Kaczorowski, politico polacco (n. 1919)
- 10 aprile - Maria Kaczyńska, economista e first lady polacca (n. 1942)
- 10 aprile - Lech Kaczyński, politico polacco (n. 1949)
- 10 aprile - Tomasz Merta, politico e storico polacco (n. 1965)
- 10 aprile - Martin Ostwald, storico tedesco (n. 1922)
- 10 aprile - Gino Pagnani, attore e doppiatore italiano (n. 1927)
- 10 aprile - Franco Pedrazzini, dirigente sportivo italiano (n. 1936)
- 10 aprile - Maciej Płażyński, politico e giurista polacco (n. 1958)
- 10 aprile - Tadeusz Płoski, vescovo cattolico polacco (n. 1956)
- 10 aprile - Anna Walentynowicz, sindacalista polacca (n. 1929)
- 10 aprile - Stanisław Zając, politico e avvocato polacco (n. 1949)
- 11 aprile - Carlo Bacarelli, giornalista e telecronista sportivo italiano (n. 1924)
- 11 aprile - Edmondo Berselli, giornalista e scrittore italiano (n. 1951)
- 11 aprile - Jean Boiteux, nuotatore francese (n. 1933)
- 11 aprile - Vicki Draves, tuffatrice statunitense (n. 1924)
- 12 aprile - Andrea Cassone, arcivescovo cattolico italiano (n. 1929)
- 12 aprile - Leonardo Cremonini, pittore e disegnatore italiano (n. 1925)
- 12 aprile - Gianfranco Fineschi, medico e botanico italiano (n. 1923)
- 12 aprile - Wolfgang Graßl, sciatore alpino e allenatore di sci alpino tedesco (n. 1970)
- 12 aprile - Peter Haskell, attore statunitense (n. 1934)
- 12 aprile - Lati Rinpoche, monaco buddhista tibetano (n. 1922)
- 12 aprile - Michel Meslin, storico francese (n. 1926)
- 12 aprile - Loredana Pavone, modella e stilista italiana (n. 1924)
- 12 aprile - Carlo Alberto Rossi, compositore, editore e produttore discografico italiano (n. 1921)
- 12 aprile - Werner Schroeter, regista, sceneggiatore e montatore tedesco (n. 1945)
- 13 aprile - Franco Brondi, pugile italiano (n. 1936)
- 13 aprile - Marco Buscarini, rugbista a 15 italiano (n. 1956)
- 13 aprile - Mihovil Radja, dirigente sportivo e rugbista a 15 jugoslavo (n. 1931)
- 14 aprile - Roberto Bonchio, editore e scrittore italiano (n. 1923)
- 14 aprile - Felicita Frai, pittrice ceca (n. 1909)
- 14 aprile - Gene Kiniski, giocatore di football americano e wrestler canadese (n. 1928)
- 14 aprile - Alice Miller, psicologa, psicoanalista e saggista svizzera (n. 1923)
- 14 aprile - Peter Steele, cantante e bassista statunitense (n. 1962)
- 14 aprile - Gerhard Zemann, attore austriaco (n. 1940)
- 15 aprile - Robert Brubaker, attore statunitense (n. 1916)
- 15 aprile - Jack Herer, attivista statunitense (n. 1939)
- 15 aprile - Franco Jesurun, attore teatrale italiano (n. 1939)
- 15 aprile - Michael Pataki, attore statunitense (n. 1938)
- 15 aprile - Raimondo Vianello, attore, comico e conduttore televisivo italiano (n. 1922)
- 16 aprile - Jacques Brunschwig, filologo e storico francese (n. 1929)
- 16 aprile - Gianfranco Couyoumdjian, produttore cinematografico e sceneggiatore italiano (n. 1940)
- 16 aprile - Carlos Franqui, scrittore, poeta e giornalista cubano (n. 1921)
- 16 aprile - Norman Francis McFarland, vescovo cattolico statunitense (n. 1922)
- 16 aprile - Tomáš Špidlík, teologo e cardinale ceco (n. 1919)
- 16 aprile - Morris Warman, fotografo statunitense (n. 1918)
- 17 aprile - Dede Allen, montatrice statunitense (n. 1923)
- 17 aprile - Gino Ingrosso, paroliere e compositore italiano (n. 1932)
- 17 aprile - Sotigui Kouyaté, attore e drammaturgo burkinabé (n. 1936)
- 17 aprile - Alexandru Neagu, calciatore rumeno (n. 1948)
- 18 aprile - Louis Bullard, giocatore di football americano statunitense (n. 1956)
- 18 aprile - Julius Chigbolu, altista e dirigente sportivo nigeriano (n. 1929)
- 18 aprile - Vladimir Saraev, calciatore sovietico (n. 1936)
- 18 aprile - Anisa Wahab, attrice afghana (n. 1956)
- 18 aprile - Abu Ayyub al-Masri, terrorista egiziano (n. 1968)
- 18 aprile - Abu Omar al-Baghdadi, terrorista iracheno (n. 1947)
- 19 aprile - William Donald Borders, arcivescovo cattolico statunitense (n. 1913)
- 19 aprile - Maria Paola Colombo Svevo, politica italiana (n. 1942)
- 19 aprile - Guru, rapper, produttore discografico e attore statunitense (n. 1961)
- 19 aprile - Graziella Urbinati, costumista, pittrice e illustratrice italiana (n. 1927)
- 19 aprile - Edwin Valero, pugile venezuelano (n. 1981)
- 19 aprile - Carl Williams, mafioso australiano (n. 1970)
- 19 aprile - Burkhard Ziese, allenatore di calcio tedesco (n. 1944)
- 20 aprile - Nazario Carlo Bellandi, organista e compositore italiano (n. 1919)
- 20 aprile - Dorothy Height, attivista e educatrice statunitense (n. 1912)
- 20 aprile - Duilio Magnani, prete e esperantista italiano (n. 1928)
- 20 aprile - Piero Orlandini, archeologo italiano (n. 1923)
- 20 aprile - Ferruccio Panagini, hockeista su pista e allenatore di hockey su pista italiano (n. 1929)
- 20 aprile - Renzo Ragazzi, regista italiano (n. 1929)
- 21 aprile - Sammy Baird, calciatore e allenatore di calcio scozzese (n. 1930)
- 21 aprile - Renato Bastianelli, politico italiano (n. 1924)
- 21 aprile - Jean Le Bitoux, giornalista e attivista francese (n. 1948)
- 21 aprile - Dino Riva, politico italiano (n. 1928)
- 21 aprile - Juan Antonio Samaranch, dirigente sportivo e politico spagnolo (n. 1920)
- 22 aprile - Emilio Walter Álvarez, calciatore uruguaiano (n. 1939)
- 22 aprile - Richard Barrett, attivista e avvocato statunitense (n. 1943)
- 22 aprile - Gene Lees, giornalista, scrittore e critico musicale canadese (n. 1928)
- 22 aprile - Rafael Martín, cestista spagnolo (n. 1914)
- 22 aprile - Vic Nurenberg, allenatore di calcio e calciatore lussemburghese (n. 1930)
- 23 aprile - Bo Hansson, musicista svedese (n. 1943)
- 23 aprile - Natal'ja Lavrova, ginnasta russa (n. 1984)
- 23 aprile - Nicola Pagliarani, politico italiano (n. 1912)
- 23 aprile - Peter Porter, poeta australiano (n. 1929)
- 24 aprile - Joseph Bessala, pugile camerunese (n. 1941)
- 24 aprile - Denis Guedj, romanziere e matematico francese (n. 1940)
- 24 aprile - Angus Maddison, economista britannico (n. 1926)
- 24 aprile - Giuseppe Panza, collezionista d'arte italiano (n. 1923)
- 24 aprile - Paul Schäfer, criminale, militare e medico tedesco (n. 1921)
- 25 aprile - Ugo Anzile, ciclista su strada italiano (n. 1931)
- 25 aprile - Federico Bellomi, pittore, scultore e incisore italiano (n. 1928)
- 25 aprile - Marika Bezobrazova, ballerina russa (n. 1918)
- 25 aprile - Pierre Hadot, filosofo e scrittore francese (n. 1922)
- 25 aprile - Dorothy Provine, attrice, cantante e ballerina statunitense (n. 1935)
- 25 aprile - Kevin Restani, cestista e allenatore di pallacanestro statunitense (n. 1951)
- 25 aprile - Évry Schatzman, astrofisico francese (n. 1920)
- 25 aprile - Alan Sillitoe, scrittore inglese (n. 1928)
- 25 aprile - Georgie Stone, attore statunitense (n. 1909)
- 26 aprile - Mariam A. Aleem, artista e designer egiziana (n. 1930)
- 26 aprile - Ljiljana Buttler, cantante serba (n. 1944)
- 26 aprile - Luigi Gui, politico e partigiano italiano (n. 1914)
- 26 aprile - Giovanni Marzano, generale italiano (n. 1918)
- 26 aprile - Alfred Rüegg, ciclista su strada e pistard svizzero (n. 1934)
- 26 aprile - Joseph Sarno, regista e sceneggiatore statunitense (n. 1921)
- 26 aprile - Alberto Vitoria, calciatore spagnolo (n. 1956)
- 26 aprile - Jurij Všivcev, calciatore sovietico (n. 1940)
- 26 aprile - Aksel Christopher Wiin-Nielsen, meteorologo danese (n. 1924)
- 27 aprile - Franco Cipriani, giurista italiano (n. 1939)
- 27 aprile - João Morais, calciatore portoghese (n. 1935)
- 27 aprile - Pierre-Jean Rémy, diplomatico e scrittore francese (n. 1937)
- 28 aprile - Tolmino Baldassari, poeta e traduttore italiano (n. 1927)
- 28 aprile - Liliana Dell'Acqua, conduttrice radiofonica e conduttrice televisiva italiana (n. 1946)
- 28 aprile - Furio Scarpelli, sceneggiatore, giornalista e disegnatore italiano (n. 1919)
- 28 aprile - Giovanni Valcavi, giurista, dirigente d'azienda e saggista italiano (n. 1926)
- 29 aprile - Beppe Berti, giornalista italiano (n. 1926)
- 29 aprile - Audrey Williamson, velocista britannica (n. 1926)
- 30 aprile - Paul Augustin Mayer, cardinale, arcivescovo cattolico e abate tedesco (n. 1911)